# José Benítez Sánchez
José Benítez Sánchez o Yucaye Kukame (San Pablo, Municipio del Nayar, Nayarit, 17 de agosto de 1938 - Tepic, Nayarit, 1 de julio de 2009) fue un artista wixárika o huichol cuya capacidad creativa fue reconocida en diversos lugares de México. La fama de sus cuadros de estambre ha trascendido fronteras siendo exhibidos en Estados Unidos, Canadá, Japón y Europa.

## Semblanza biográfica
Según las propias palabras del artista en entrevista con Jesús Jáuregui nació en San Pablo, Mesa del Jueroche, Municipio de El Nayar, Nayarit. De acuerdo a la tradición de su pueblo, fue llamado Yucauye Kukame que significa Caminante Silencioso, y, al igual que sus antepasados, fue educado para ser mara' akame o chamán. Fue criado por su abuelo materno y por su padrastro, Pascual Benítez. Poco después de cumplir 14 años fue comprometido a casarse pero se escapó de su comunidad para trabajar como jornalero de la costa de Nayarit. Fue entonces cuando aprendió a hablar el idioma español.
En la década de 1960 trabajó como barrendero y, eventualmente, traductor al servicio del gobierno en las comunidades huicholas más remotas. Comenzó a fabricar sus primeros cuadros de estambre de lana en 1963 en un taller que instaló en Tepic, Nayarit. En 1968, bailó e interpretó con el xaweri (violín) la música de su pueblo durante los Juegos Olímpicos de México. Paralelamente a las actividades de su taller, trabajó en el Centro Coordinador del Plan Huichol Cora y Tepehuano escogiendo las artesanías auténticas de los pueblos indígenas de la región.
Su talento comenzó a ser reconocido en 1971. La técnica que utilizó para la manufactura de cuadros de estambre de lana pegado a tablas de madera con cera de campeche la transmitió a varios aprendices huicholes, entre ellos, Juan Ruiz Martínez, quien posteriormente desarrolló un estilo particular. Alentado por su esposa Yvonne retomó la tradición chamánica que había interrumpido, realizó varias peregrinaciones por la tierra de su pueblo, en la sierra, en el desierto y en la costa. Esas ausencias prolongadas renovaron su inspiración artística la cual se reflejó en sus obras que se volvieron poco a poco más complejas y sofisticadas. Hacia 1985, Benítez evolucionó su técnica cuando fue desapareciendo la cera de campeche y el estambre de lana que solía utilizar. Murió en la mañana del 1 de julio de 2009 en un hospital de Tepic.

## Exposiciones

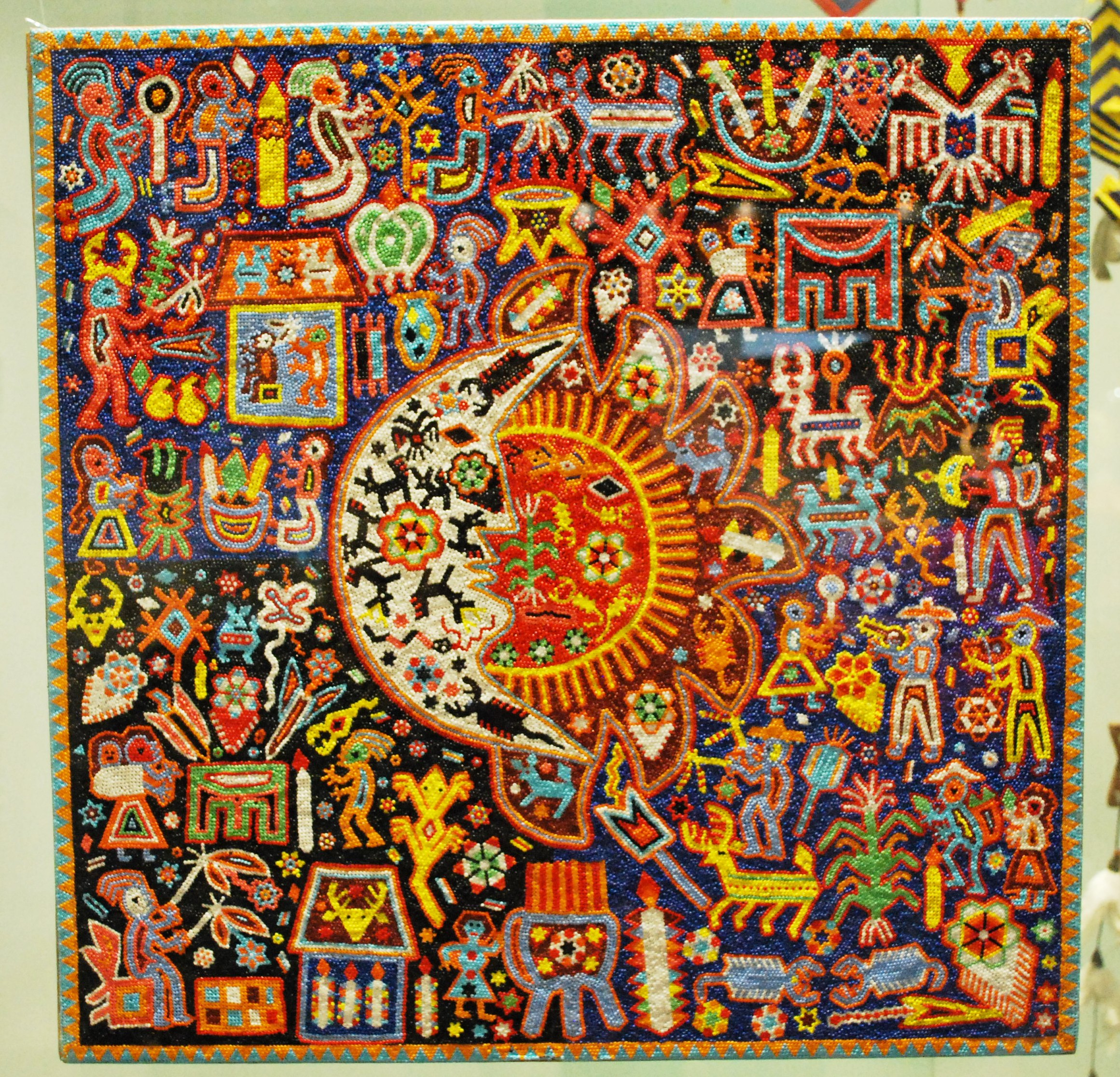
Cuadro de estambre en el Museo de Artes Populares de la Ciudad de México.

Durante el año de 1972 algunos de sus trabajos fueron presentados en varios estados de la república mexicana, posteriormente en Estados Unidos en el Museo de San José, California (1976), en el Museo Troppen en Ámsterdam, Países Bajos y otras 4 ciudades europeas (1984-1985), para finalizar en Museo de Arte Moderno de México (1986). Asimismo, sus trabajos fueron expuestos en el Convento de Pollensa de Mallorca en 1991.
En marzo de 2008 participó en el Cuarto Festival Mítica Comala, Ecos de la Costa, en Comala, Colima, presentando su exposición “Pasos del Caminante Silencioso”. En julio de 2011 se llevó a cabo la exposición homenaje “José Benítez Sánchez, mara' akame El caminante silencioso” en el Museo Universitario de Artes Populares “Ma. Teresa Pomar”.

## Trabajos destacados
- Los cuatro aspectos del espíritu, cuadro de 50x50 cm.
- El desmembramiento de nuestra bisabuela Nakawé, cuadro de 122 x 80 cm, en 1973.
- El desmembramiento de Watákame, cuadro de 122 x 80 cm, en 1973.
- El nierika de nuestro bisabuelo Cola de Venado, en 1979.
- Tatutsí xuweri timaiwe' eme nierikaya (La visión trascendental de nuestro bisabuelo nacido por su propia cuenta sabiéndolo todo), cuadro de 122 x 244 cm, en 1981. Después de ser expuesto en Estados Unidos y Europa, este cuadro fue donado al Museo Nacional de Antropología de la Ciudad de México.
- La semilla del mundo, cuadro de 7 x 3.40 m, colocado en la estación Juárez del Sistema de Tren Eléctrico Urbano de Guadalajara, en 2001.[2]

## Premios y distinciones
- Reconocimiento por su participación en el Foro de Consulta Popular sobre la actividad artesanal en México en 1995.
- Ganador del concurso único para elaborar un mural de arte huichol, por su cuadro La semilla del mundo, en 2001.
- Reconocimiento por la difusión del arte y cultura huichola otorgado por el Partido Revolucionario Institucional (PRI) del estado de Nayarit.
- Reconocmiento por su participación en la Primera Semana Cultural de la Facultad de Administración en 2002.
- Medalla Águila de Plata otorgada durante el Festival Cultural de las Fiestas de Octubre de Guadalajara en 2003.
- Premio Nacional de Ciencias y Artes en el área de Artes Populares otorgado por la Secretaría de Educación Pública en 2003.[5]